# Вігдергауз Павло Ісаакович
Павло́ Ісаа́кович Вігдерга́уз (нар. 7 вересня 1925, Бахмут, — пом. 11 лютого 2013, Донецьк) — український архітектор, лауреат Державної премії СРСР.

## Біографія
Народився 7 вересня 1925 р. в місті Бахмут Донецької області в єврейській сім'ї журналіста. Так як батько працював в різних містах Донецької і Луганської областей, то і сім'я постійно переїжджала. Війна застала їх у місті Макіївка. У жовтні 1941 р. разом з матір'ю був евакуйований у місто Кізел (Пермська область) на Уралі. В Кизелі він поступив на роботу на евакуйований з Києва військовий завод, де освоїв спеціальність токаря 3-го розряду.
У січні 1943 р. був призваний до лав Радянської Армії і направлений до військово-піхотне училище. Після шести місяців навчання був направлений в 349-й гвардійський полк 105-ї гвардійської віденської повітряно-десантної дивізії, яка у складі 3-го Українського фронту вела бої в Угорщині та Австрії. В боях за Відень був поранений. Після лікування в госпіталях Будапешта, Констанци, Дніпропетровська та Донецька був демобілізований.
Мрія стати архітектором зародилася в нього ще в школі. Після демобілізації, йдучи по напівзруйнованому місту Сталіно, він побачив офіцера, що малює руїни будинку. Павло Ісаакович підійшов і дізнався, що ця людина — архітектор і готує обміри будівлі для його відновлення, і він розповів про свою мрію. Так його запросили працювати в Донецький Облпроект креслярем-помічником архітектора.
В Облпроекті, йому довелося працювати з відомими вже в той час архітекторами А. П. Страшновим і А. Д. Кузнєцовим. В 1947 р. вони умовили Павла Ісааковича їхати в Харків вчитися в інституті. Там вони з товаришем відразу попрямували до ректора інституту. Здавши іспит тільки з малювання (так як зі шкільних років після війни нічого не пам'ятали, і ректор це розумів), були прийняті в інститут. Отже, шість років навчання і диплом архітектора.
Вігдергауз Павла Ісаковича — член Спілки архітекторів УРСР з 1957 року.
1978 року йому присуджена Державна премія СРСР за ландшафтну архітектуру міста Донецьк.
2009 року йому присвоєно звання Заслужений архітектор України.

## Творчий доробок
За проектами Павла Вігдергауза або під його керівництвом споруджено:
- стадіон у м. Горлівка,
- монумент «Слава шахтарській праці!» (скульптор К. Ю. Ракитянський),
- магазин «Дончанка»,
- універсальні магазини агрофірми «Шахтар»,
- Храм Різдва Христового,
- пам'ятник «Жертвам холокосту» (скульптор Ю. І. Балдін),
- житлові будинки та ін. у м. Донецьк.
- Прив'язка до місцевості Експериментальної донецької школи № 5 побудованої за проектом І. Каракіса.

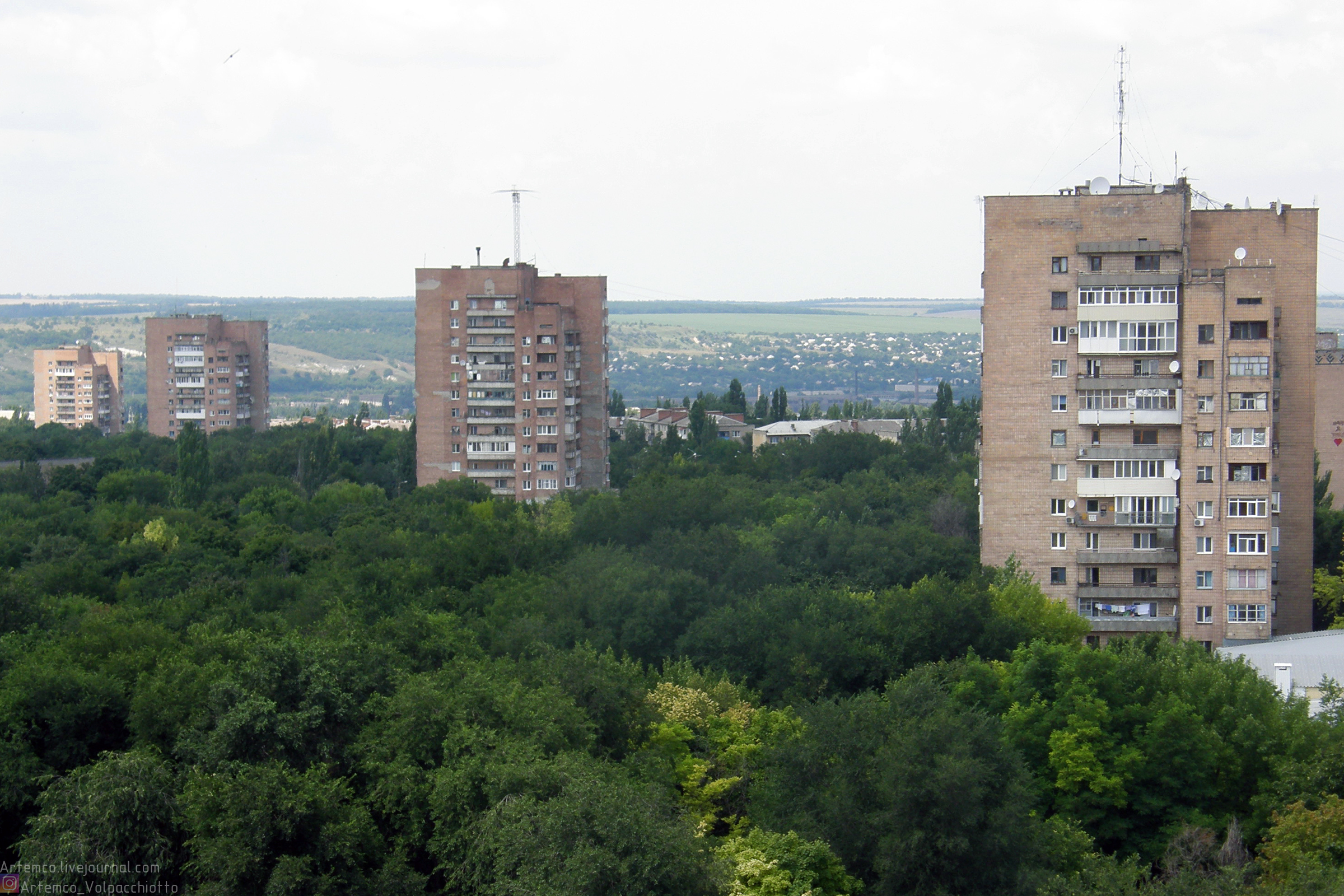
Краматорськ, будинки по вул. Парковій
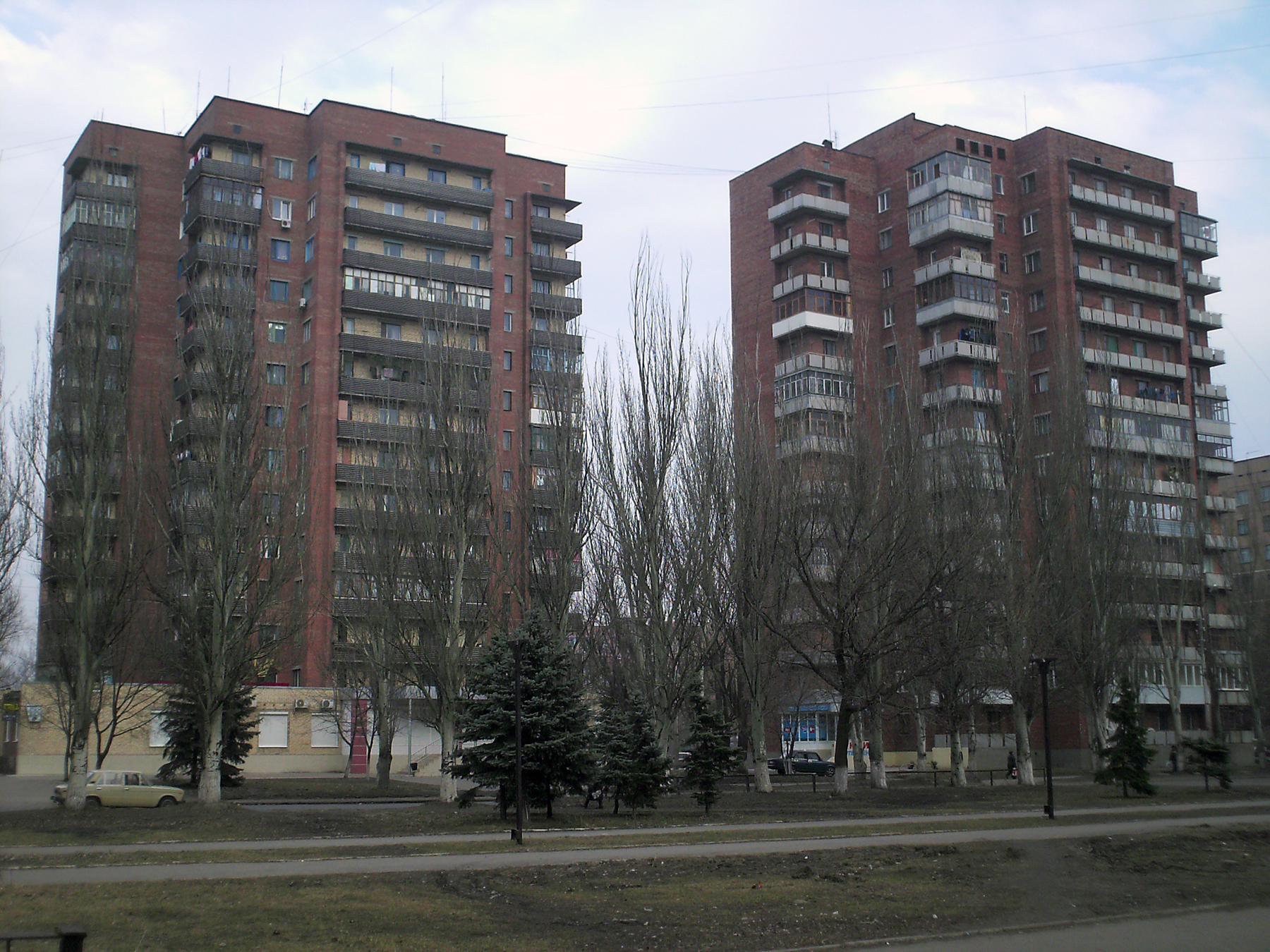
Слов'янськ, будинки проєкту 124-87-107
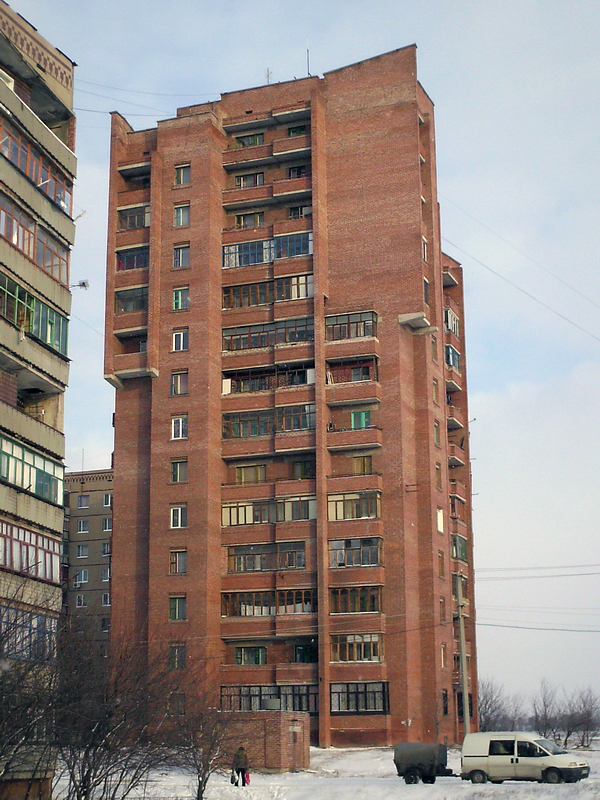
Краматорськ, будинок проєкту 124-87-151
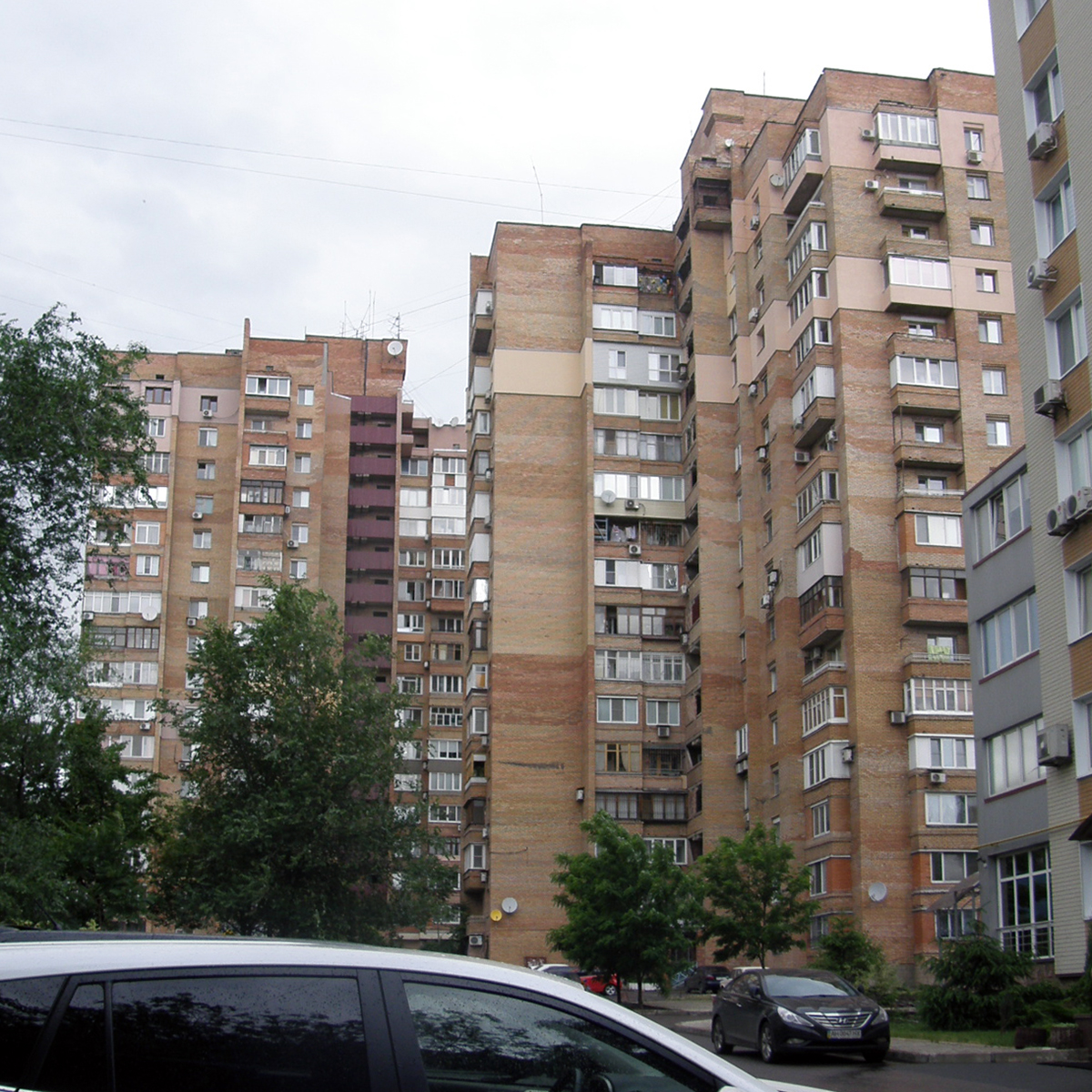
Донецьк, будинки проєкту 124-87-153
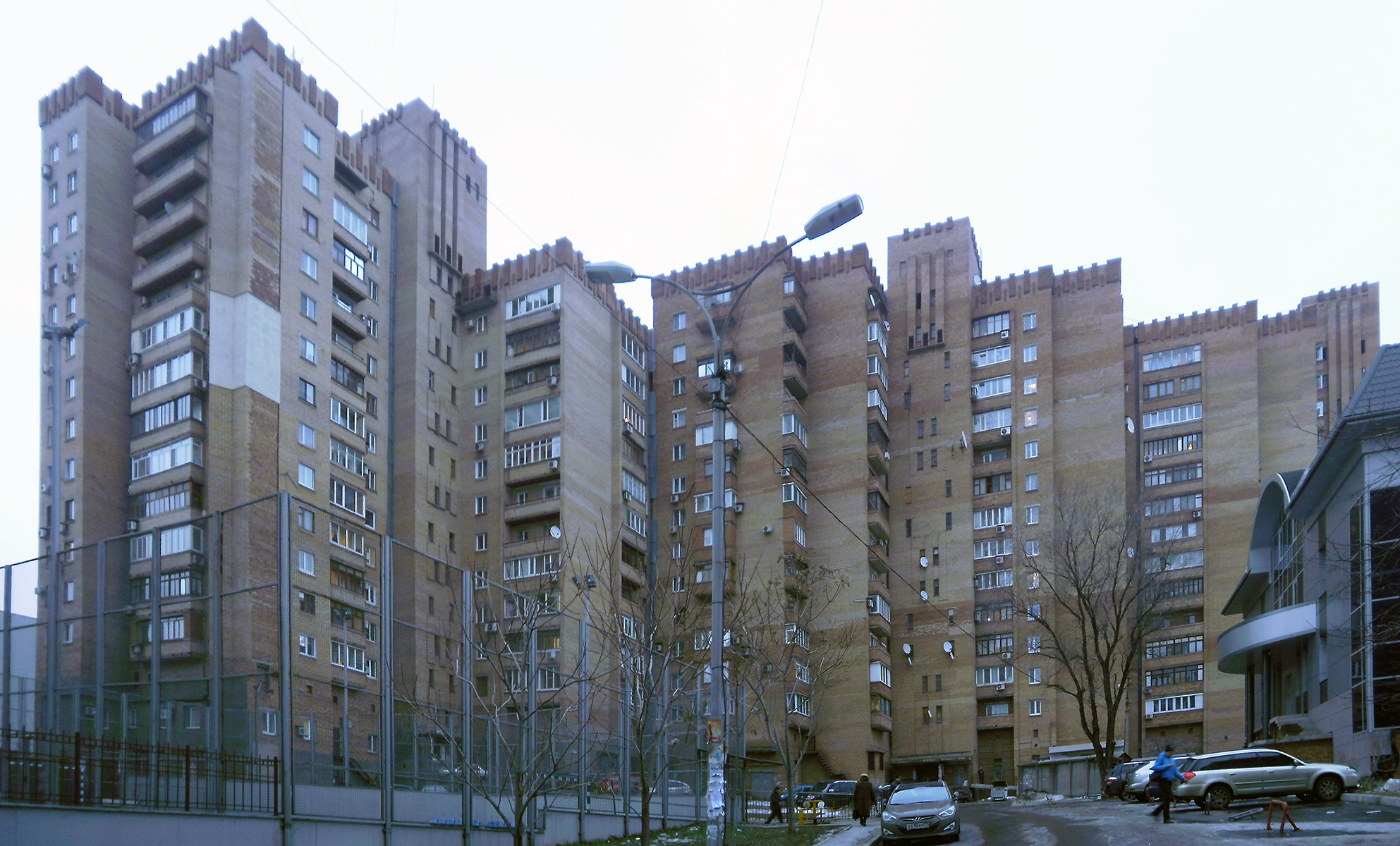
Донецьк, просп. Ілліча, 27 і 29
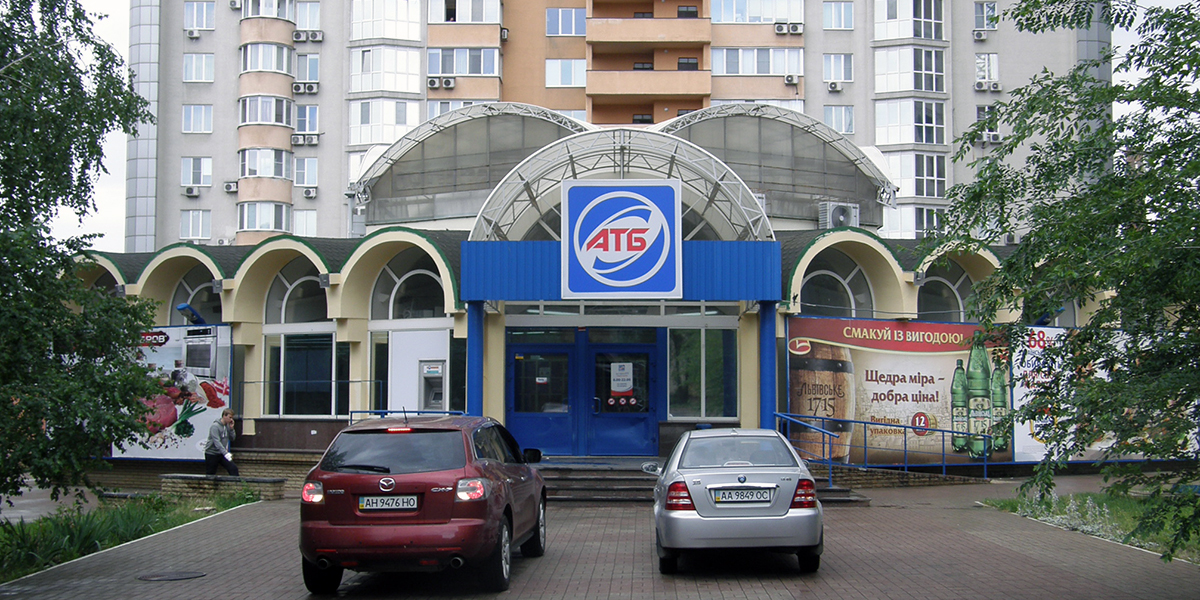
Донецьк, магазин агрофірми «Шахтар»